# ويليام إي. كوفمان
ويليام إي. كوفمان (بالإنجليزية: William E. Kaufman)‏ هو مؤلف وحاخام وكاتب أمريكي، ولد في 28 ديسمبر 1932 في فيلادلفيا في الولايات المتحدة.